# Boar
Boar is een Amerikaanse producent van zware motorfietsen.
Boar Motor Corporation, Naples, Florida. 
Amerikaans bedrijf dat sinds 1998 zware V-twins met TP Engineering (Total Performance)-blokken maakt.